# واوکس لاس مورن
واوکس لاس مورن (به فرانسوی: Vaux-lès-Mouron) یک کمون در فرانسه است که در Canton of Monthois واقع شده‌است.

## خصوصیات
واوکس لاس مورن ۲٫۱ کیلومترمربع مساحت و ۸۱ نفر جمعیت دارد و ۱۱۸ متر بالاتر از سطح دریا واقع شده‌است.